# Médiatif
En linguistique, le médiatif est un mode verbal permettant de rapporter un discours ou une information sans prendre position quant à sa véracité. Le non médiatif au contraire indique que le locuteur s'implique dans l'assertion. Le médiatif est parfois appelé mode oblique.
N.B. Le terme médiatif a aussi été utilisé dans les descriptions de certaines langues (sanskrit, basque…) pour représenter la valeur sémantique de moyen, de manière, ou le cas grammatical exprimant cette valeur (aujourd'hui plutôt appelé instrumental).
On utilise aussi parfois le terme (non) testimonial, mais celui-ci présente une ambigüité d'interprétation, dans la mesure où il ne précise pas qui est considéré comme étant témoin des faits ou de la situation rapportés (toutefois, généralement testimonial équivaut à non médiatif) ; ou encore (non) assumé.
Claude Hagège a proposé le terme médiaphorique (c'est-à-dire référant à un intermédiaire) pour caractériser les outils grammaticaux permettant à un locuteur d'imputer à autrui ce qu'il asserte (ouï-dire, déduction, témoignage tiers).
La notion de médiatif s'apparente à celles de modalité épistémique et d'évidentialité.

## Exemples
Dans diverses langues, comme le bulgare, le turc,et quelques langues d'Amérique du sud et du nord, etc., on utilise ainsi des formes verbales spécifiques pour marquer que le locuteur a été témoin, ou tout au moins garantit l'exactitude des faits qu'il présente (ou non).
- Exemple en turc [2] : Şemsiyeni evde unuttun « Tu as oublié ton parapluie » (je le sais, je t'ai vu ne pas le prendre)
- Exemple en tatar [3] : syïlaby « il a régalé » (j’ai moi-même vu qu’il a régalé) / syïlagan « il a régalé » (je n’ai pas vu moi-même qu’il a régalé, je le sais seulement parce que quelqu’un d’autre me l’a dit ou d’après le résultat)
- Exemple en Pirahã[4] :Hoaga'oai hi páxai kaopápi-sai-xáagaha « Hoaga'oai a attrapé un poisson »

En bulgare, le médiatif recouvre trois sous-systèmes :
- histoire (vraie) et contes populaires : l'auxiliaire « être » n'apparaît pas, on n'utilise que les troisièmes personnes, les temps de distanciation de l'indicatif sont exclus
- discours rapporté : l'auxiliaire est facultatif, toutes les personnes peuvent être représentées
- inférentiel (= supposition, reconstruction d'une situation à partir d'indices) : auxiliaire obligatoire, troisièmes personnes presque uniquement.

En français, où le médiatif n'existe pas, on peut utiliser à la place le conditionnel, comme le font les médias :
- Selon certaines sources, deux otages auraient été relâchés hier.

En basque, le locuteur peut exprimer cette prise de distance par rapport à un énoncé rapporté en utilisant la particule modale « omen », l'un des rares mots que l'on peut placer entre verbe significatif et auxiliaire, et que l'on traduit souvent par une incise comme "paraît-il" ou "dit-on" :
- Aitak untzi hori aurdiki omen du (Le père a, paraît-il, jeté ce vase)